# 羅伯特·埃姆登
雅各布·羅伯特·埃姆登（1862年3月4日—1940年10月8日）是一位瑞士天文學家和氣象學家。

## 生平
埃姆登生於瑞士圣加仑，曾就讀海德堡大學、柏林大學和斯特拉斯堡大學。1907年埃姆登成為慕尼黑工業大學物理學與氣象學副教授。同年埃姆登發表了他的經典著作《Gaskugeln: Anwendungen der mechanischen Wärmetheorie auf kosmologische und meteorologische Probleme》（氣體球：熱力學理論在宇宙學和氣象學問題中的應用）。在該著作中他提到了恆星結構的基礎數學模型。1920年他成為巴伐利亞科學與人文學院院士。
埃姆登曾擔任於1930年創刊的天文期刊《Zeitschrift fur Astrophysik》的編輯，同年成為慕尼黑工業大學天文物理學榮譽教授。1933年納粹黨在德國執政以後，埃姆登逃離德國回到祖國瑞士。
埃姆登的妻子是德國天文學家卡爾·史瓦西的姊妹，因此他是美籍德國天文學家馬丁·史瓦西（卡爾的兒子）的姑丈。
埃姆登於1940年在蘇黎世逝世。

## 紀念
- 月球上的埃姆登環形山
- 莱恩－埃姆登方程（與強納生·荷馬·萊恩）。
- 埃姆登－錢德拉塞卡方程（英语：Emden–Chandrasekhar equation）（與苏布拉马尼扬·钱德拉塞卡）。

## 延伸閱讀
- Schmitt, G. und Schwipps, W. : Pioniere der frühen Luftfahrt, Gondrom Verlag, Blindlach 1995, ISBN 3-8112-1189-7
- Unsöld, Albrecht: Emden, Robert. In: Neue Deutsche Biographie (NDB). Band 4. Duncker & Humblot, Berlin 1959, S. 476 f. (全文) （德文）